# Össeby kyrkoruin

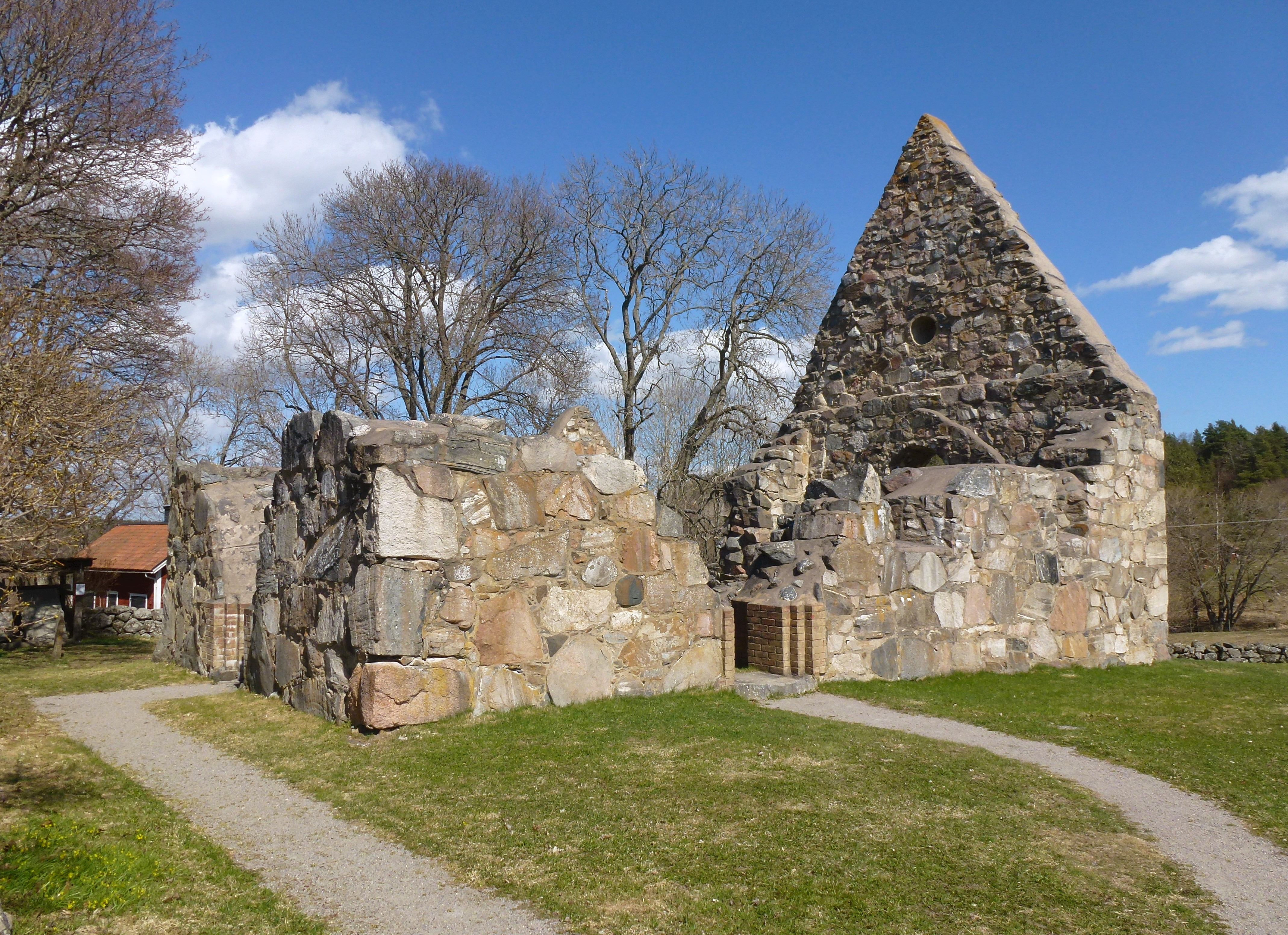
Össeby kyrkoruin i maj 2013.

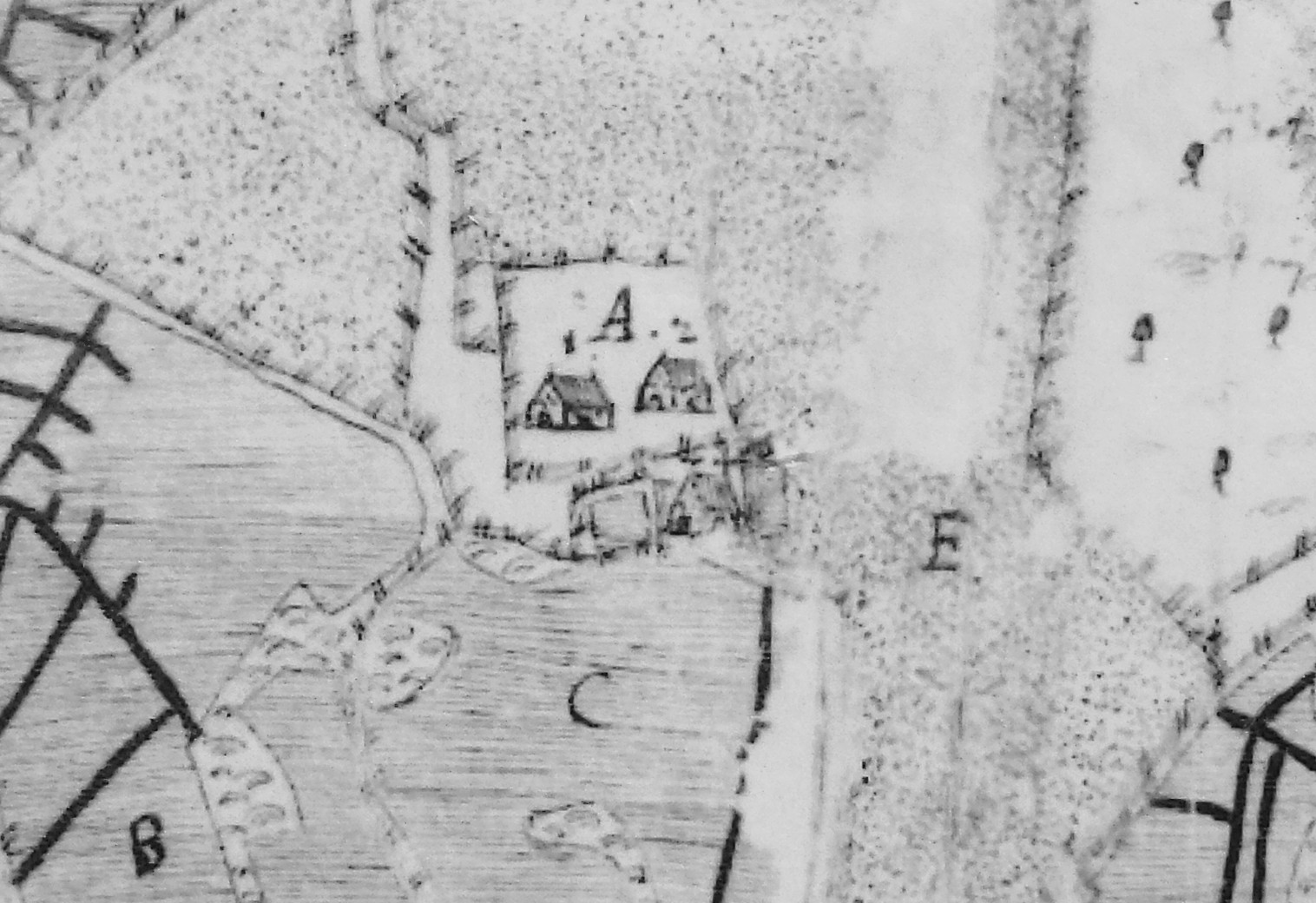
Össeby kyrka på en karta från 1630-talet.

Össeby kyrkoruin ligger i Brottby, Vallentuna kommun, Stockholms län. 

## Historia
Össeby kyrka byggdes på 1200-talet och var en medeltida sockenkyrka. 1797 kom ett förslag om att slå ihop Garns och Össeby församlingar. Då fanns det en stor spricka i muren och valvet på Össeby kyrka. Det saknades pengar för reparationer och 1837 övergavs kyrkan och den fick förfalla. 
Garns kyrka blev nu församlingens enda kyrka. 1856 utsattes Össeby kyrka för en blixt under ett oväder. Blixten antände kyrkan och det som återstod förföll sedan helt. Några inventarier togs till Garns kyrka och en del auktionerades bort. Altaruppsats och predikstol fördes till Eksta kyrka på Gotland.

## Restaurering
År 1963 bildades föreningen Össeby kyrkoruin vars mål var att vårda och restaurera den gamla ruinen. Tack vare bidrag från staten och diverse privata gåvor blev projektet möjligt och 1976 återinvigdes kyrkan. Under restaureringen gjordes arkeologiska undersökningar där man bland annat fann en del runstensfragment. 
Föreningen Össeby kyrkoruin ombildades på 1970-talet till en hembygdsförening och står idag som beskyddare av kyrkoruinen. Föreningen har bland annat låtit bygga en klockstapel, altare och bänkar. Man har även gjort en förvaringsplats för de gamla gravstenar som funnits inne i kyrkoruinens golv. Numera används Össeby kyrkoruin vid friluftsgudstjänster, konserter, dop och vigslar. 

## Runsten
Vid kyrkan står runstenen Upplands runinskrifter 184. Stenen härrör från omkring 1100 och har troligen stått på en grav på kyrkogården. Inskriptionen lyder "Här ligger Huskarl". En huskarl var en fri tjänare till en hövding, men det är även belagt som egennamn i en del runskrifter.

## Bilder

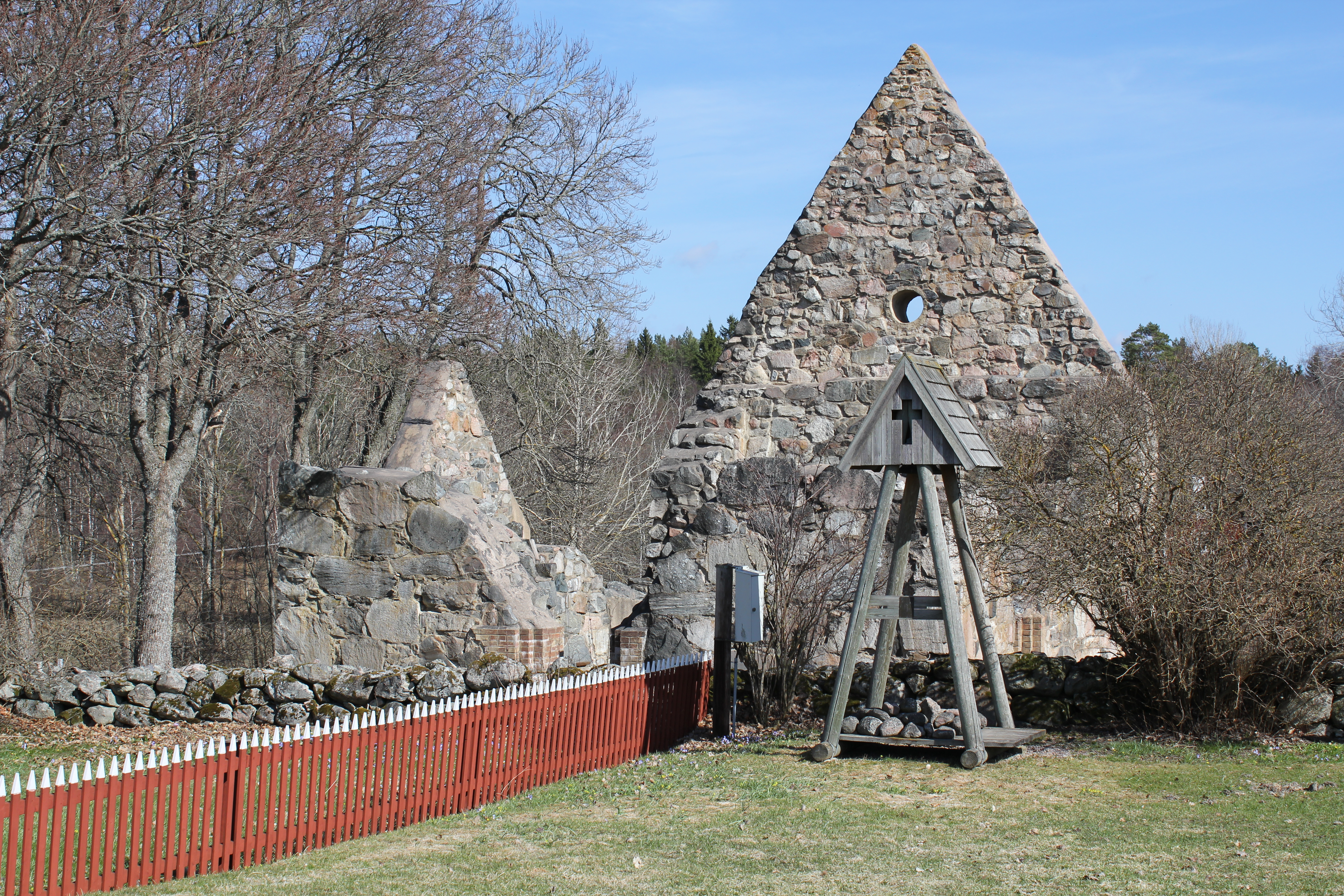
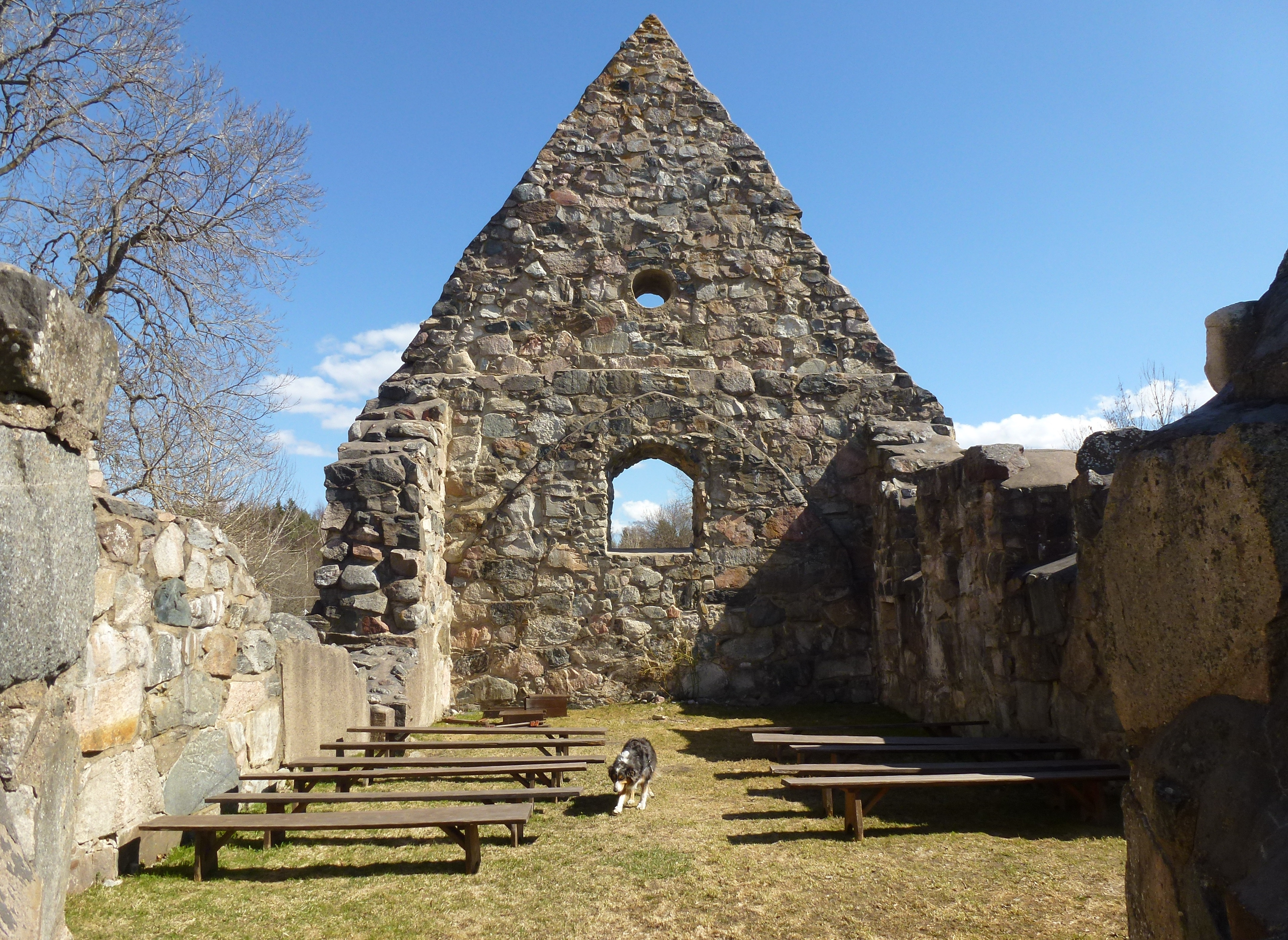
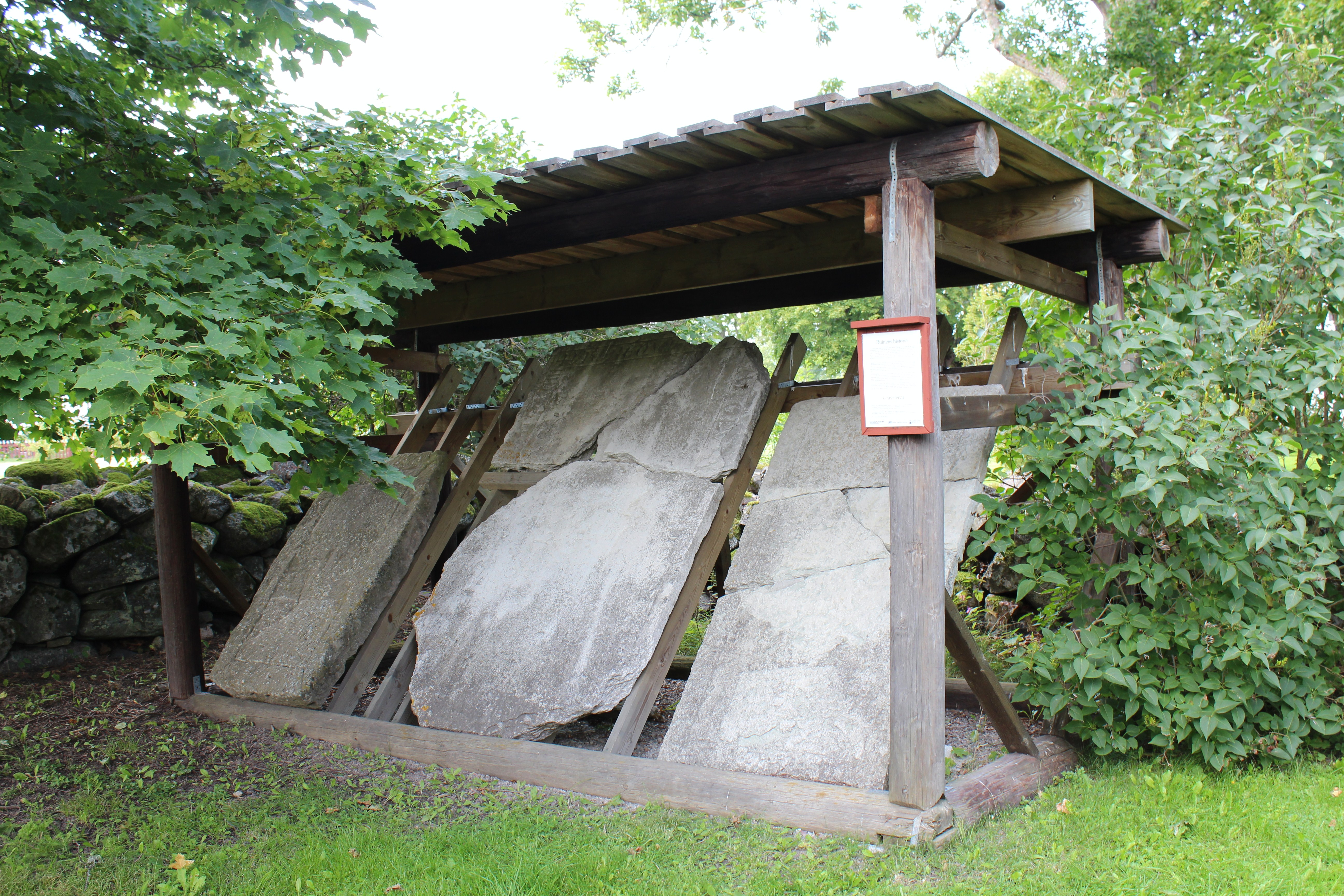
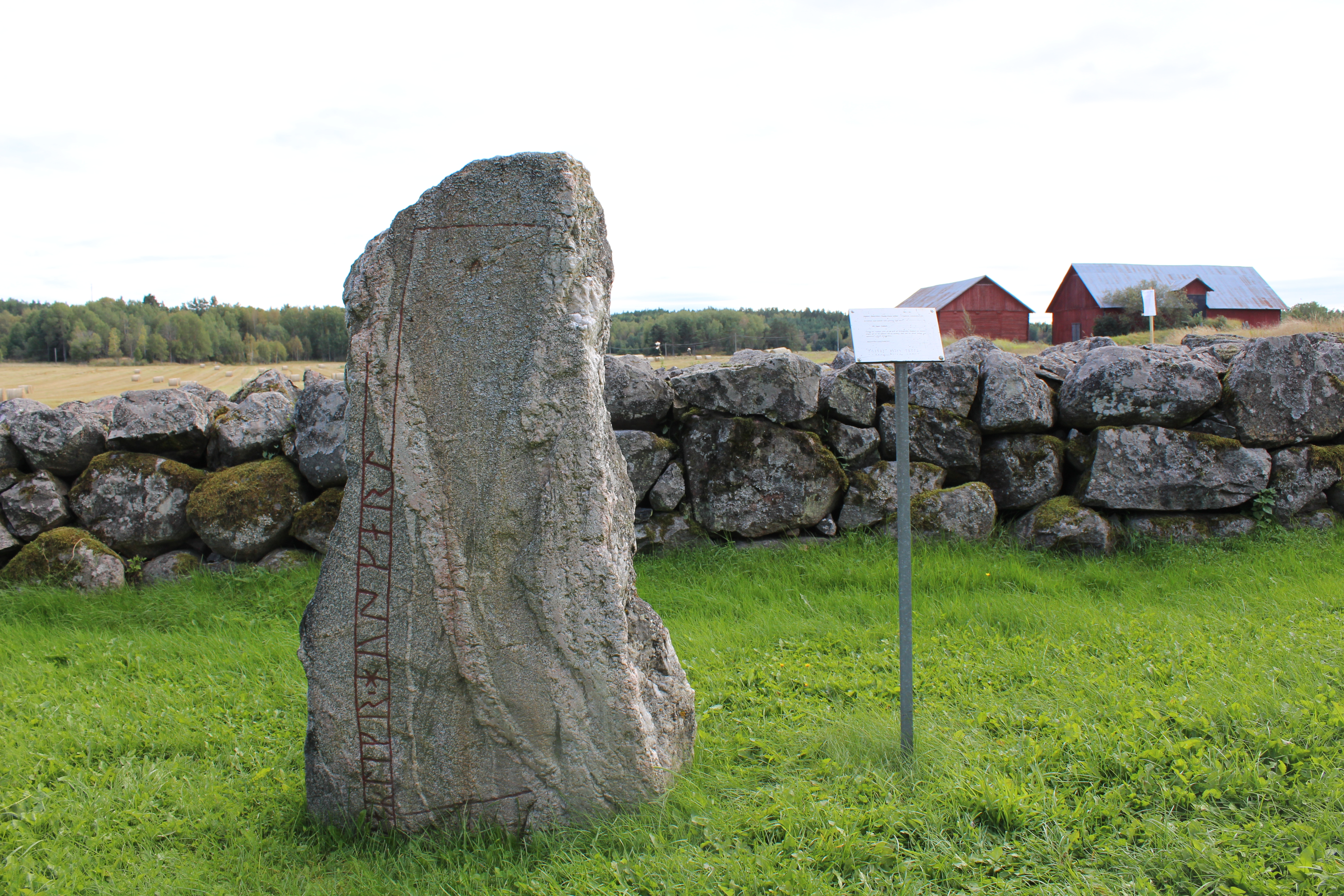
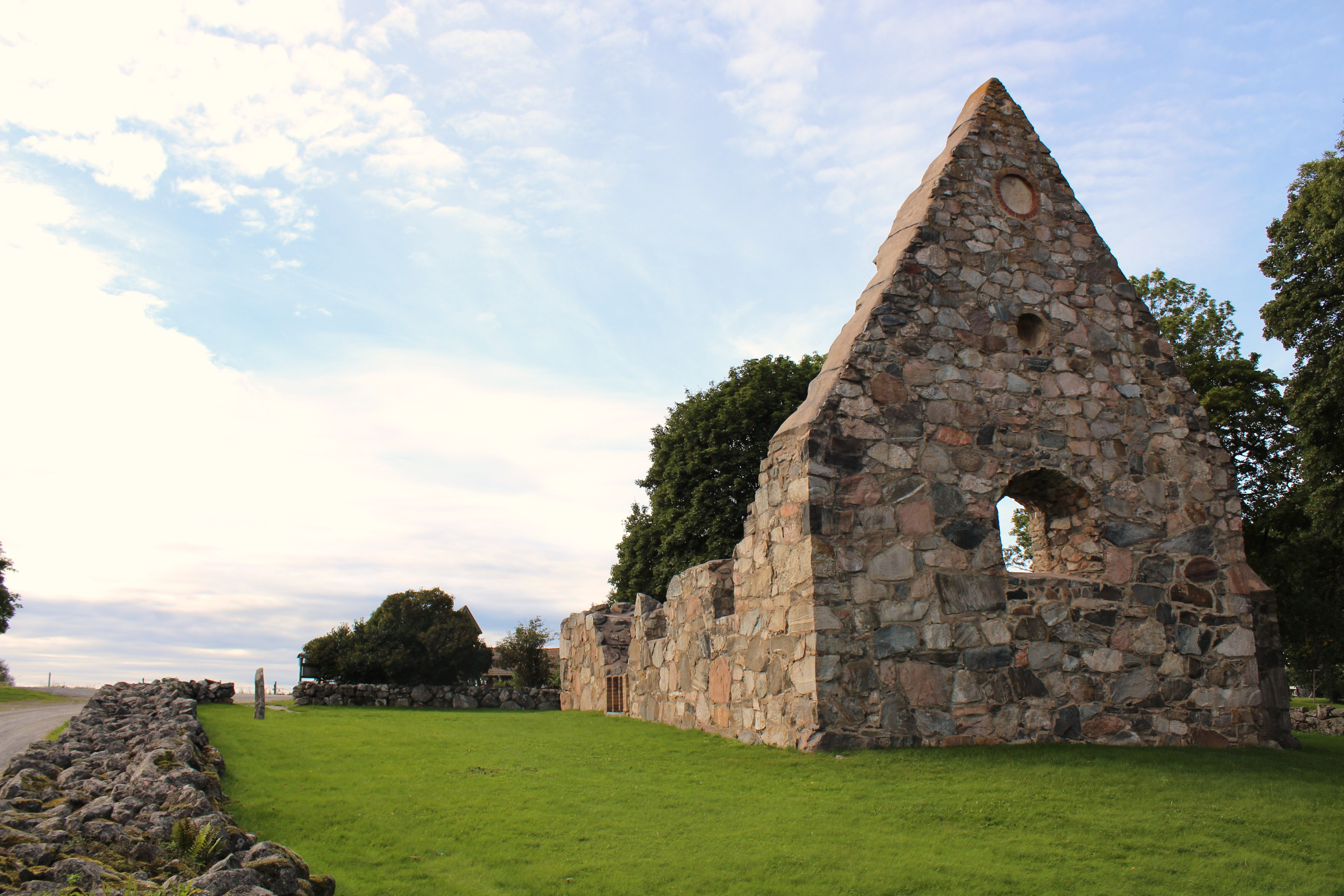